# Plagiothecium laevigatum
Plagiothecium laevigatum là một loài Rêu trong họ Plagiotheciaceae. Loài này được Schimp. ex Besch. miêu tả khoa học đầu tiên năm 1893.